# 岩之下車站
岩之下車站（日语：／ Iwanoshita eki */?）是東日本旅客鐵道（JR東日本）大船渡線沿線的鐵路車站，位於岩手縣一關市東山町。岩之下站在JR東日本盛岡支社管轄範圍內，由氣仙沼車站代為管理。

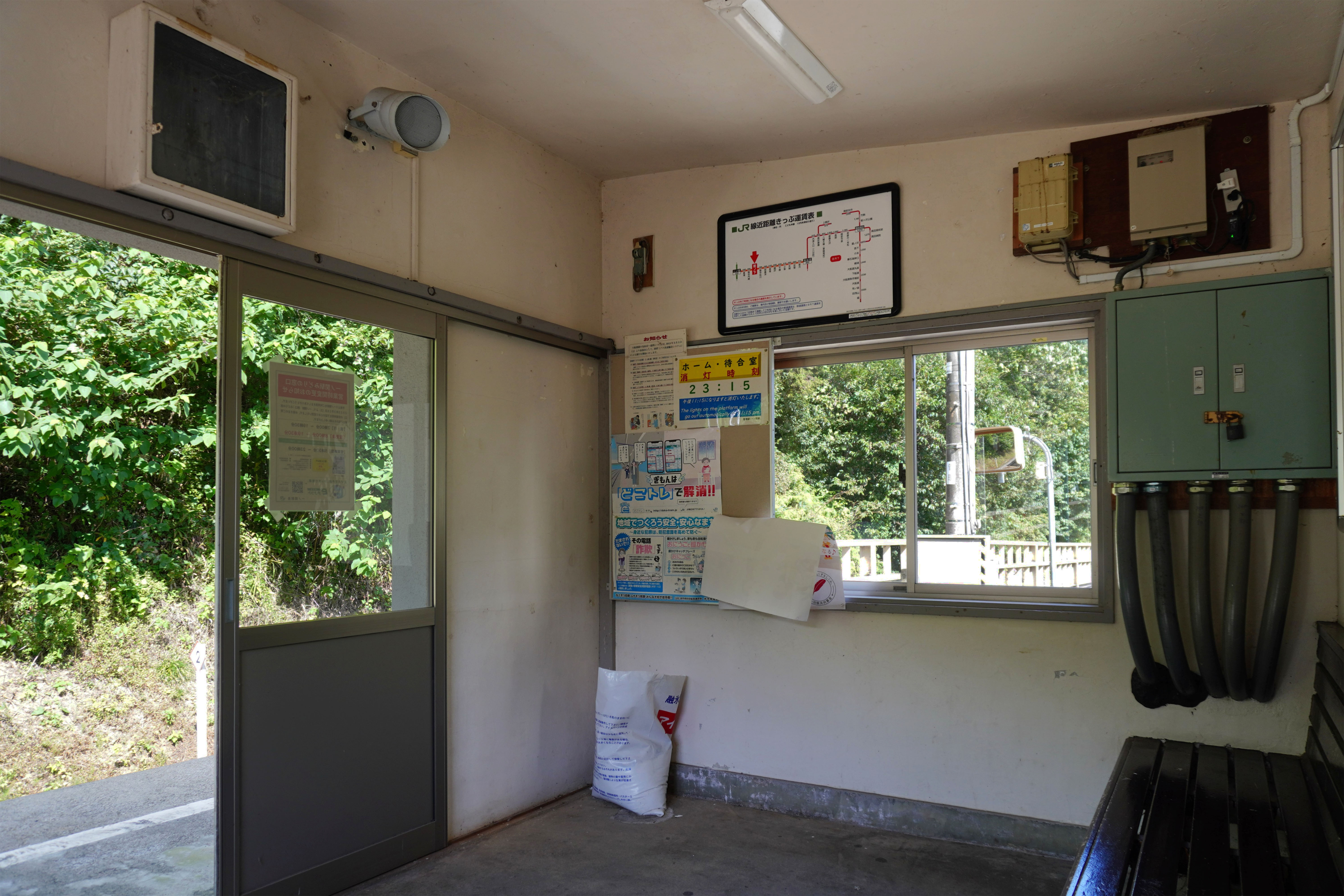
候車室内（2023年10月）

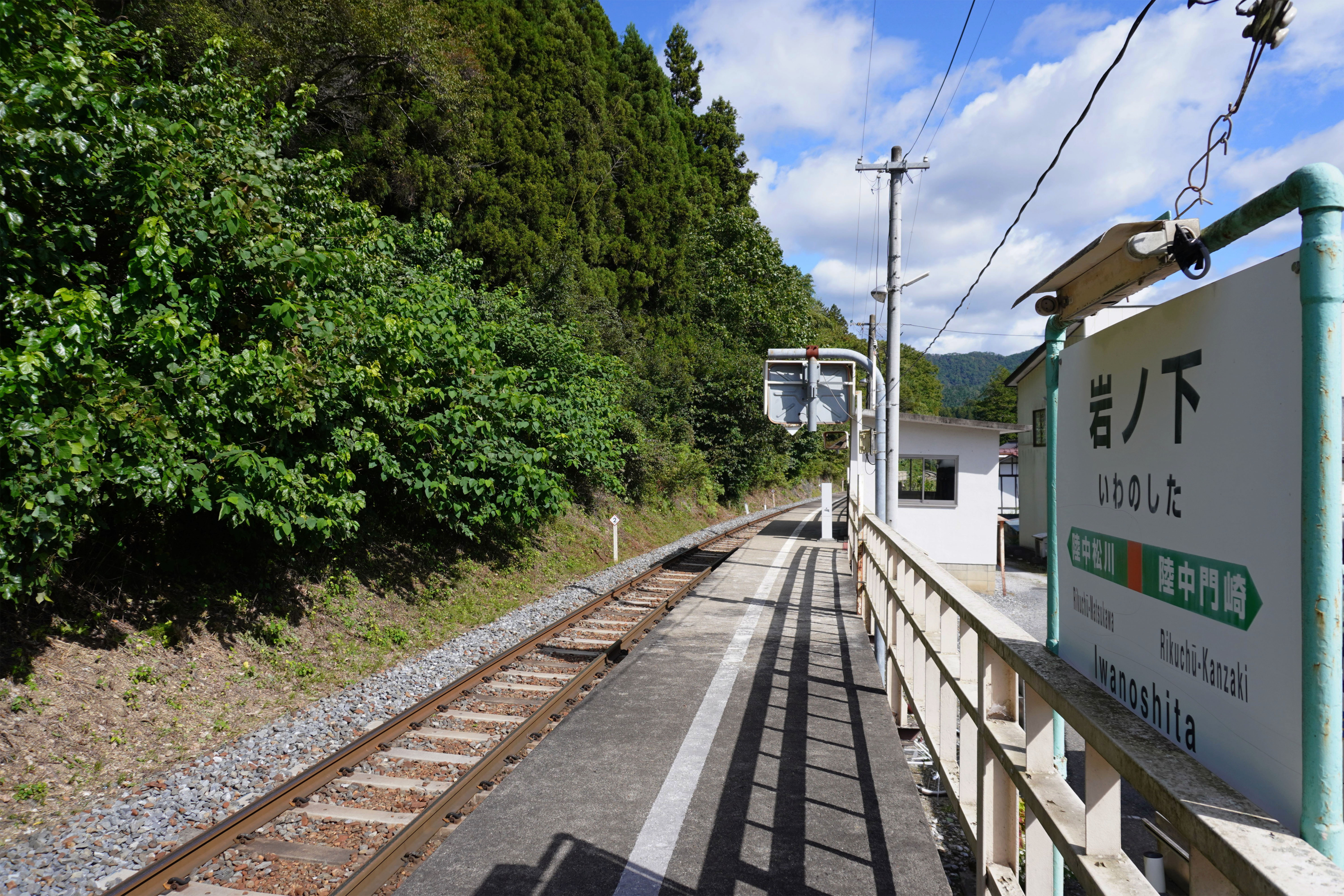
月台（2023年10月）

## 車站構造
地面車站，站內設有側式月台一座，一條乘車線。月台上設有一座小型候車室，為無人車站。

## 歷史
- 1966年（昭和41年）12月1日 - 車站啟用。
- 1987年（昭和62年）4月1日 - 日本國鐵分割民營化，車站管轄劃歸由東日本旅客鐵道繼承。

## 相鄰車站
東日本旅客鐵道
■大船渡線
陸中門崎－岩之下－陸中松川

## 外部連結
- JR東日本－岩之下站 （页面存档备份，存于）（日語）

38°56′51.05″N 141°14′42.67″E / 38.9475139°N 141.2451861°E